# VIXX
VIXX (кор. 빅스, читається як «Вікс», акронім від англ. «voice, visual, value in excelsis») — південнокорейський хлопчачий гурт, що утворився 24 травня 2012 року в Сеулі. Учасників було обрано шляхом глядацького голосування під час проведення реаліті-шоу MyDol, яке було влаштовано компанією Jellyfish Entertainment, і показано на телеканалі Mnet. Переможцями стали шестеро хлопців — Ен, Лео, Кен, Раві, Хонбін та Хьок. У серпні 2020 Хонбін покинув гурт та агенцію. У квітні 2023 гурт покинув Раві. 

## Учасники
| Сценічний псевдонім | Сценічний псевдонім | Сценічний псевдонім | Справжнє ім'я | Справжнє ім'я | Справжнє ім'я | Дата народження             | Позиція у гурті                     |
| Українською         | Латиницею           | Хангилем            | Українською   | Латиницею     | Хангилем      | Дата народження             | Позиція у гурті                     |
| ------------------- | ------------------- | ------------------- | ------------- | ------------- | ------------- | --------------------------- | ----------------------------------- |
| Ен                  | N                   | 엔                  | Ча Хакьон     | Cha Hakyeon   | 차학연        | 30 червня 1990 (34 роки)    | Лідер, вокаліст, головний танцюрист |
| Лео                 | Leo                 | 레오                | Чон Тегун     | Jung Taekwoon | 정택운        | 10 листопада 1990 (34 роки) | Головний вокаліст                   |
| Кен                 | Ken                 | 켄                  | Лі Джехван    | Lee Jaewwan   | 이재환        | 6 квітня 1992 (32 роки)     | Головний вокаліст                   |
| Хьок                | Hyuk                | 혁                  | Хан Санхьок   | Han Sanghyuk  | 한상혁        | 5 липня 1995 (29 років)     | Вокаліст, танцюрист, макне          |
| Колишні учасники    |                     |                     |               |               |               |                             |                                     |
| Хонбін              | Hongbin             | 홍빈                | Лі Хонбін     | Lee Hong Bin  | 이홍빈        | 29 вересня 1993 (31 рік)    | Вокаліст, репер                     |
| Раві                | Ravi                | 라비                | Кім Вонсік    | Kim Wonshik   | 김원식        | 15 лютого 1993 (32 роки)    | Головний репер, танцюрист, вокаліст |

## Дискографія

### Студійні альбоми
- 2013: Voodoo
- 2015: Chained Up
- 2016: Depend on Me

### Мініальбоми
- 2013: Hyde
- 2014: Error
- 2016: Kratos

## Музичні відео
| Рік  | Назва                             | Режисер               |
| ---- | --------------------------------- | --------------------- |
| 2012 | «Super Hero» (кор.)               | Zanybros              |
| 2012 | «Rock Ur Body» (кор.)             | Zanybros              |
| 2013 | «On and On» (кор.)                | Сон Воньон            |
| 2013 | «Hyde» (кор.)                     | Zanybros              |
| 2013 | «G.R.8.U» (кор.)                  | Zanybros              |
| 2013 | «Girls, Why?» (кор.)              | Zanybros              |
| 2013 | «Only U» (кор.)                   | Zanybros              |
| 2013 | «Voodoo Doll» (кор.)              | Zanybros              |
| 2014 | «Thank You for Being Born» (кор.) | Н/Д                   |
| 2014 | «Eternity» (кор.)                 | Zanybros              |
| 2014 | «Error» (кор.)(яп.)               | Zanybros              |
| 2015 | «Destiny Love» (кит.)             | Н/Д                   |
| 2015 | «Can't Say» (яп.)                 | Н/Д                   |
| 2015 | «Chained Up» (кор.)(кит.)         | GDW                   |
| 2015 | «Love Equation» (кор.)            | LUMPENS               |
| 2015 | «Beautiful Liar» (кор.)           | Хван Суа              |
| 2016 | «Dynamite» (кор.)                 | VM Project / FLIPEVIL |
| 2016 | «Fantasy» (кор.)                  | VM Project / FLIPEVIL |
| 2016 | «The Closer» (кор.)               | Шін Хівон             |
| 2016 | «Milky Way» (кор.)                | Bishop                |
| 2016 | «Depend On Me» (яп.)              | Н/Д                   |
| 2016 | «花風» (яп.)                      | Н/Д                   |